# Sikosaari (ö i Lappland)
Sikosaari är en ö i Finland.   Den ligger i kommunen Torneå i den ekonomiska regionen  Kemi-Torneå  och landskapet Lappland, i den norra delen av landet, 600 km norr om huvudstaden Helsingfors. Arean är 0,20 kvadratkilometer.
Terrängen på Sikosaari är mycket platt. Den sträcker sig 0,6 kilometer i nord-sydlig riktning, och 0,7 kilometer i öst-västlig riktning.